# Severino Compagnoni
Severino Compagnoni (ur. 4 lutego 1914 w Santa Caterina di Valfurva, zm. 1 września 2006 w Merano) – włoski biegacz narciarski, brązowy medalista mistrzostw świata.

## Kariera
Jego olimpijskim debiutem były igrzyska w Sankt Moritz w 1948 roku. Zajął tam 22. miejsce w biegu na 18 km oraz szóste miejsce w sztafecie. Cztery lata później, podczas igrzysk olimpijskich w Oslo był osiemnasty na dystansie 50 km techniką klasyczną.
W 1938 roku wystartował na mistrzostwach świata w Lahti zajmując 98. miejsce w biegu na 18 km. Rok później, na mistrzostwach świata w Zakopanem wspólnie z Aristide Compagnonim, Goffredo Baurem i Alberto Jammaronem wywalczył brązowy medal w sztafecie 4 × 10 km. Zdobył także brązowy medal na mistrzostwach w Cortina d'Ampezzo. Podczas spotkania we francuskim mieście Pau, FIS zadecydowała jednak, że wyniki z tych mistrzostw nie będą wliczane do klasyfikacji ogólnej, gdyż liczba zawodników była zbyt mała.
Compagnoni trzykrotnie zdobywał tytuł indywidualnego mistrza Włoch w biegu 18 km w latach 1941, 1942 i 1946. W sztafecie zwyciężał w latach: 1940, 1941, 1946, 1947, 1950 i 1952.
Jego bracia Aristide i Ottavio również reprezentowali Włochy w biegach narciarskich.

## Osiągnięcia

### Igrzyska olimpijskie
| Miejsce | Dzień       | Rok  | Miejscowość  | Konkurencja             | Wynik     | Strata     | Zwycięzca        |
| ------- | ----------- | ---- | ------------ | ----------------------- | --------- | ---------- | ---------------- |
| 22.     | 31 stycznia | 1948 | Sankt Moritz | 18 km stylem klasycznym | 1:13:50 h | +8:31 min  | Martin Lundström |
| 6.      | 3 lutego    | 1948 | Sankt Moritz | Sztafeta 4 × 10 km      | 2:20:16 h | +18:52 min | Szwecja          |
| 18.     | 20 lutego   | 1952 | Oslo         | 50 km stylem klasycznym | 3:33:33 h | +42:40 min | Veikko Hakulinen |

### Mistrzostwa świata
| Miejsce | Dzień     | Rok  | Miejscowość | Konkurencja          | Czas biegu | Strata    | Zwycięzca       |
| ------- | --------- | ---- | ----------- | -------------------- | ---------- | --------- | --------------- |
| 98.     | 25 lutego | 1938 | Lahti       | 18 stylem klasycznym | 1:09:37 h  | +8:30 min | Pauli Pitkänen  |
| 13.     | 15 lutego | 1939 | Zakopane    | 18 stylem klasycznym | 1:05:30 h  | ?         | Jussi Kurikkala |
| 3.      | 19 lutego | 1939 | Zakopane    | Sztafeta 4 × 10 km   | 2:08:35 h  | +5:03 min | Finlandia       |